# 達希耶
達希耶（羅馬化：Dahieh，直译：「南郊」），是黎巴嫩黎巴嫩山省巴卜達區的一個以什葉派穆斯林為主要居民的郊區，位於貝魯特以南。此地區也居住部分遜尼派穆斯林和基督徒，並設有一個約2萬名居民的巴勒斯坦難民營。達希耶是一個住宅與商業並重的區域，擁有購物商場、商店和市集，涵蓋多個城鎮和市政區。M51高速公路貫穿該區，連接貝魯特市中心與貝魯特-拉菲克·哈里里國際機場。
達希耶是黎巴嫩政治與武裝組織真主黨在貝魯特的重要據點，真主黨總部設立其中。該組織在哈雷特赫賴克、哈達特以及巴拉季奈堡等地設有大型會堂，供真主黨追隨者在特定場合集會。該地區在2006年黎巴嫩戰爭以及以色列—真主黨戰爭期間遭受以色列的猛烈空襲，後者導致真主黨總書記哈桑·納斯魯拉身亡。

## 人口結構
達希耶居民的各信仰（不包括巴勒斯坦難民）
達希耶是黎巴嫩人口最稠密的社區之一。1986年，生活在達希耶的什葉派穆斯林人口估計為80萬人。

## 歷史
在14世紀，達希耶巴拉季奈堡地區存在一個規模不小的什葉派穆斯林社區。1363年，馬木留克蘇丹國的總督曾頒布法令，要求貝魯特及其周邊地區的什葉派停止進行什葉派儀式，這是該社區首次在歷史記載中出現。1545年奧斯曼帝國的土地和稅收記錄顯示，巴拉季奈堡當時有169戶家庭、11位單身男子及一名伊瑪目，全部為什葉派穆斯林。1661年，安提阿宗主教伊斯蒂凡·杜瓦希在其著作中也提到巴拉季奈堡的什葉派，並稱其為「貝魯特之塔」。
在1975年黎巴嫩內戰爆發之前，達希耶已經成為貝魯特郊區的一個逐漸城市化的鄉村定居點，當時該區有基督徒和什葉派穆斯林居住的混合社區。從1920年至1943年間，許多什葉派穆斯林因法國託管時期於1920年6月鎮壓反法叛亂而從黎巴嫩南部和貝卡谷地遷移至達希耶。到了1960年代初，更多什葉派因為貧困和政府對鄉村的忽視而移居到達希耶。到1975年，約有45%的黎巴嫩什葉派居住在大貝魯特地區。
內戰期間，達希耶的人口持續增加。1976年，約有10萬名什葉派因宗派衝突，特別是「黑色星期六」和「卡蘭蒂納大屠殺」事件，被迫從東貝魯特遷出，其中包括阿亞圖拉穆罕默德·侯賽因·法德拉拉。這些流離失所者大多生活困難，他們的需求激發什葉派的團結與自力更生，並以達希耶的城市封閉性為依托。隨後，1978年和1982年以色列入侵黎巴嫩，導致超過25萬人流離失所、80%的村莊被摧毀，更多的什葉派拒絕生活在南黎巴嫩安全帶下，選擇離開村莊，遷往貝魯特。到1986年，達希耶的什葉派人口達到約80萬，佔黎巴嫩什葉派的大多數。

### 2006年黎巴嫩戰爭

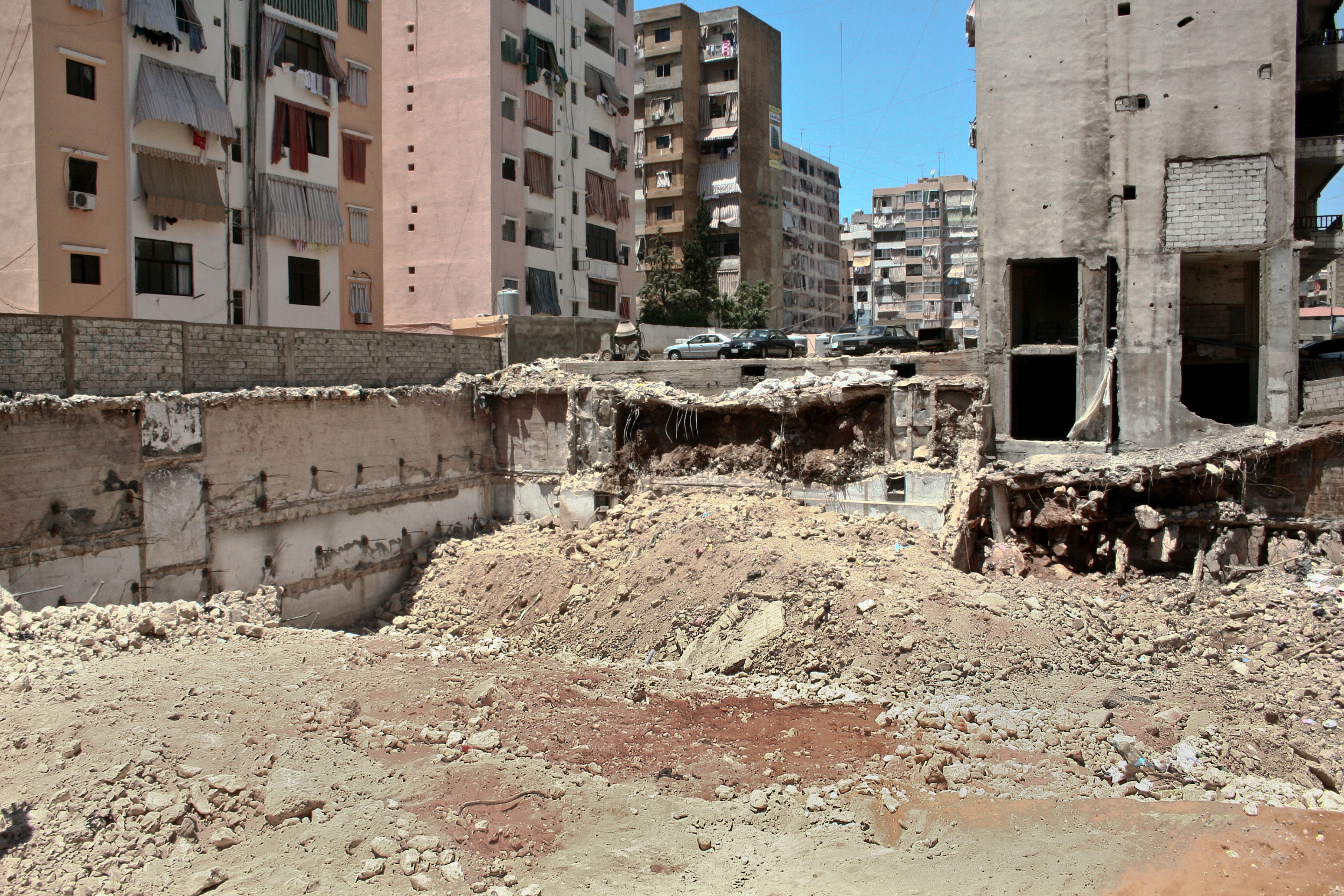
2006年黎巴嫩戰爭中在達希耶炸出的一個彈坑，2008年拍攝

2006年黎巴嫩戰爭中，位於達希耶的真主黨電視台Al-Manar被以色列視為攻擊目標。
在2006年8月14日停火數小時後，真主黨承諾為達希耶的居民重建房屋，並在建造期間提供租金補助。
2006年9月22日，真主黨總書記哈桑·納斯魯拉在達希耶參加一場大規模集會，宣稱對以色列取得「神聖勝利」。他除了提到真主黨擁有2萬枚火箭彈外，還批評黎巴嫩中央政府，要求其下台並成立一個團結政府。根據真主黨的「聖戰建設」協會，達希耶的重建工程始於2007年5月25日，即以色列於2000年撤出黎巴嫩的周年紀念日。

### 2013年爆炸事件
2013年7月9日，達希耶一條繁忙的商業街發生爆炸，造成53人受傷，當時正值穆斯林聖月齋月前夕的購物高峰期。一個自由敘利亞軍的派系聲稱對此事負責，但其發言人盧艾·米克達德譴責這次襲擊，並譴責下一個月的另一場襲擊。
2013年8月16日，距離第一次爆炸一個月後，另一輛汽車炸彈在達希耶爆炸，造成至少21人死亡、200人受傷，其中大部分是兒童。一個與敘利亞反對派相關的團體「阿伊莎旅」聲稱對襲擊負責。

### 2024年空襲
2024年9月27日，以色列對達希耶發動空襲，真主黨總書記哈桑·納斯魯拉在空襲中被擊斃，次日以色列確認這一消息。